# Kilen
Kilen er en tidligere fjordarm, der nu er en brakvandssø på 334 hektar, nordvest for Struer. Den blev i 1856 afskåret fra Struer Bugt i Limfjorden da man anlagde en  vejdæmning der nu bærer primærrute 11 og den i 1882 oprettede jernbane fra  Struer til Thisted. Kilen blev i 1941 gjort til vildtreservat, og dette blev i 1975 udvidet med den vestlige del af Struer Bugt. I 1980 blev flere fredninger, et areal på 584 hektar samlet i en  naturfredning, og der er nu en 12 km lang natursti rundt om søen.
Længst mod vest løber Bredkær bæk ud i Kilen, kort efter at have passeret vandmøllen Kjærgård Mølle, der i dag er naturskole.